# Record olimpici di atletica leggera
I record olimpici di atletica leggera rappresentano le migliori prestazioni di atletica leggera stabilite nell'ambito dei Giochi olimpici.

## Maschili
Statistiche aggiornate a Tokyo 2020.
| 100 m piani (progressione)    | 9"63 (+1,5 m/s) | Usain Bolt                                             | Giamaica                      | 5 agosto 2012     | Londra, Regno Unito            |         |        |             |         |
| 200 m piani (progressione)    | 19"30 (-0,9 m/s) | Usain Bolt                                             | Giamaica                      | 20 agosto 2008    | Pechino, Cina                  |         |        |             |         |
| 400 m piani (progressione)    | 43"03 | Wayde van Niekerk                                      | Sudafrica                     | 14 agosto 2016    | Rio de Janeiro, Brasile        |         |        |             |         |
| 800 m piani (progressione)    | 1'40"91 | David Rudisha                                          | Kenya                         | 9 agosto 2012     | Londra, Regno Unito            |         |        |             |         |
| 1 500 m piani (progressione)  | 3'28"32 | Jakob Ingebrigtsen                                     | Norvegia                      | 7 agosto 2021     | Tokyo, Giappone                |         |        |             |         |
| 5 000 m piani (progressione)  | 12'57"82 | Kenenisa Bekele                                        | Etiopia                       | 23 agosto 2008    | Pechino, Cina                  |         |        |             |         |
| 10 000 m piani (progressione) | 26'43"14 | Joshua Cheptegei                                       | Uganda                        | 2 agosto 2024     | Parigi, Francia                |         |        |             |         |
| Maratona                      | 2h06'26" | Tamirat Tola                                           | Etiopia                       | 10 agosto 2024    | Parigi, Francia                |         |        |             |         |
| 3 000 m siepi                 | 8'03"28 | Conseslus Kipruto                                      | Kenya                         | 17 agosto 2016    | Rio de Janeiro, Brasile        |         |        |             |         |
| 110 m ostacoli                | 12"91 (+0,3 m/s) | Liu Xiang                                              | Cina                          | 27 agosto 2004    | Atene, Grecia                  |         |        |             |         |
| 400 m ostacoli                | 45"94 | Karsten Warholm                                        | Norvegia                      | 3 agosto 2021     | Tokyo, Giappone                |         |        |             |         |
| Salto in alto                 | 2,39 m | Charles Austin                                         | Stati Uniti                   | 28 luglio 1996    | Atlanta, Stati Uniti d'America |         |        |             |         |
| Salto con l'asta              | 6,25 m | Armand Duplantis                                       | Svezia                        | 5 agosto 2024     | Parigi, Francia                |         |        |             |         |
| Salto in lungo                | 8,90 m (+2,0 m/s) | Bob Beamon                                             | Stati Uniti                   | 18 ottobre 1968   | Città del Messico, Messico     |         |        |             |         |
| Salto triplo                  | 18,09 m (-0,4 m/s) | Kenny Harrison                                         | Stati Uniti                   | 27 luglio 1996    | Atlanta, Stati Uniti d'America |         |        |             |         |
| Getto del peso                | 23,30 m | Ryan Crouser                                           | Stati Uniti                   | 5 agosto 2021     | Tokyo, Giappone                |         |        |             |         |
| Lancio del disco              | 70,00 m | Rojé Stona                                             | Giamaica                      | 7 agosto 2024     | Parigi, Francia                |         |        |             |         |
| Lancio del martello           | 84,80 m | Sergej Litvinov                                        | Unione Sovietica              | 26 settembre 1988 | Seul, Corea del Sud            |         |        |             |         |
| Lancio del giavellotto        | 90,57 m | Andreas Thorkildsen                                    | Norvegia                      | 23 agosto 2008    | Pechino, Cina                  |         |        |             |         |
| Decathlon                     | 9 018 punti | Damian Warner                                          | Canada                        | 5 agosto 2021     | Tokyo, Giappone                |         |        |             |         |
| Decathlon                     | \| 100 m (v.) \| Lungo (v.) \| Peso \| Alto \| 400 m \| 110 m hs (v.) \| Disco \| Asta \| Giavellotto \| 1500 m \| \| ---------------- \| ----------------- \| ------- \| ------ \| ----- \| ---------------- \| ------- \| ------ \| ----------- \| ------- \| \| 10"12 (+0,2 m/s) \| 8,24 m (+0,2 m/s) \| 14,80 m \| 2,02 m \| 47"48 \| 13"46 (-1,0 m/s) \| 48,67 m \| 4,90 m \| 63,44 m \| 4'31"08 \| |                                                        |                               |                   |                                |         |        |             |         |
| Marcia 20 km                  | 1h18'46" | Chen Ding                                              | Cina                          | 4 agosto 2012     | Londra, Regno Unito            |         |        |             |         |
| Marcia 50 km                  | 3h36'53" | Jared Tallent                                          | Australia                     | 11 agosto 2012    | Londra, Regno Unito            |         |        |             |         |
| Staffetta 4×100 m             | 36"84 | Nesta Carter Michael Frater Yohan Blake Usain Bolt     | Giamaica Squadra nazionale    | 11 agosto 2012    | Londra, Regno Unito            |         |        |             |         |
| Staffetta 4×400 m             | 2'54"43 | Chris Bailey Vernon Norwood Bryce Deadmon Rai Benjamin | Stati Uniti Squadra nazionale | 10 agosto 2024    | Parigi, Francia                |         |        |             |         |
| 100 m (v.)                    | Lungo (v.) | Peso                                                   | Alto                          | 400 m             | 110 m hs (v.)                  | Disco   | Asta   | Giavellotto | 1500 m  |
| 10"12 (+0,2 m/s)              | 8,24 m (+0,2 m/s) | 14,80 m                                                | 2,02 m                        | 47"48             | 13"46 (-1,0 m/s)               | 48,67 m | 4,90 m | 63,44 m     | 4'31"08 |

## Femminili
Statistiche aggiornate a Tokyo 2020.
| Specialità             | Prestazione | Atleta                                                            | Nazione                            | Data              | Luogo                   |         |
| ---------------------- | --- | ----------------------------------------------------------------- | ---------------------------------- | ----------------- | ----------------------- | ------- |
| 100 m piani            | 10"61 (-0,6 m/s) | Elaine Thompson-Herah                                             | Giamaica                           | 31 luglio 2021    | Tokyo, Giappone         |         |
| 200 m piani            | 21"34 (+1,3 m/s) | Florence Griffith-Joyner                                          | Stati Uniti                        | 29 settembre 1988 | Seul, Corea del Sud     |         |
| 400 m piani            | 48"17 | Marileidy Paulino                                                 | Rep. Dominicana                    | 9 agosto 2024     | Parigi, Francia         |         |
| 800 m piani            | 1'53"43 | Nadija Olizarenko                                                 | Unione Sovietica                   | 27 luglio 1980    | Mosca, Unione Sovietica |         |
| 1 500 m piani          | 3'51"29 | Faith Kipyegon                                                    | Kenya                              | 10 agosto 2024    | Parigi, Francia         |         |
| 3 000 m piani          | 8'26"53 | Tat'jana Samolenko-Dorovskich                                     | Unione Sovietica                   | 25 settembre 1988 | Seul, Corea del Sud     |         |
| 5 000 m piani          | 14'26"17 | Vivian Cheruiyot                                                  | Kenya                              | 19 agosto 2016    | Rio de Janeiro, Brasile |         |
| 10 000 m piani         | 29'17"45 | Almaz Ayana                                                       | Etiopia                            | 12 agosto 2016    | Rio de Janeiro, Brasile |         |
| Maratona               | 2h22'55" | Sifan Hassan                                                      | Paesi Bassi                        | 11 agosto 2024    | Parigi, Francia         |         |
| 3 000 m siepi          | 8'58"81 | Gul'nara Samitova-Galkina                                         | Russia                             | 17 agosto 2008    | Pechino, Cina           |         |
| 100 m ostacoli         | 12"26 (-0,2 m/s) | Jasmine Camacho-Quinn                                             | Porto Rico                         | 1º agosto 2021    | Tokyo, Giappone         |         |
| 400 m ostacoli         | 51"46 | Sydney McLaughlin                                                 | Stati Uniti                        | 4 agosto 2021     | Tokyo, Giappone         |         |
| Salto in alto          | 2,06 m | Elena Slesarenko                                                  | Russia                             | 28 agosto 2004    | Atene, Grecia           |         |
| Salto con l'asta       | 5,05 m | Elena Isinbaeva                                                   | Russia                             | 18 agosto 2008    | Pechino, Cina           |         |
| Salto in lungo         | 7,40 m (+0,9 m/s) | Jackie Joyner-Kersee                                              | Stati Uniti                        | 29 settembre 1988 | Seul, Corea del Sud     |         |
| Salto triplo           | 15,67 m (+0,7 m/s) | Yulimar Rojas                                                     | Venezuela                          | 1º agosto 2021    | Tokyo, Giappone         |         |
| Getto del peso         | 22,41 m | Ilona Slupianek                                                   | Germania Est                       | 24 luglio 1980    | Mosca, Unione Sovietica |         |
| Lancio del disco       | 72,30 m | Martina Hellmann                                                  | Germania Est                       | 29 settembre 1988 | Seul, Corea del Sud     |         |
| Lancio del martello    | 82,29 m | Anita Włodarczyk                                                  | Polonia                            | 15 agosto 2016    | Rio de Janeiro, Brasile |         |
| Lancio del giavellotto | 71,53 m | Osleidys Menéndez                                                 | Cuba                               | 27 agosto 2004    | Atene, Grecia           |         |
| Eptathlon              | 7 291 punti | Jackie Joyner-Kersee                                              | Stati Uniti                        | 24 settembre 1988 | Seul, Corea del Sud     |         |
| Eptathlon              | \| 100 m hs (v.) \| Alto \| Peso \| 200 m (v.) \| Lungo (v.) \| Giavellotto \| 800 m \| \| ---------------- \| ------ \| ------- \| ---------------- \| ----------------- \| ----------- \| ------- \| \| 12"69 (+0,8 m/s) \| 1,86 m \| 15,80 m \| 22"56 (+1,6 m/s) \| 7,27 m (+0,7 m/s) \| 45,66 m \| 2'08"51 \| |                                                                   |                                    |                   |                         |         |
| Marcia 20 km           | 1h25'02" | Elena Lašmanova                                                   | Russia                             | 11 agosto 2012    | Londra, Regno Unito     |         |
| Staffetta 4×100 m      | 40"82 | Tianna Bartoletta Allyson Felix Bianca Knight Carmelita Jeter     | Stati Uniti Squadra nazionale      | 10 agosto 2012    | Londra, Regno Unito     |         |
| Staffetta 4×400 m      | 3'15"17 | Tat'jana Ledovskaja Ol'ga Nazarova Marija Pinigina Ol'ha Bryzhina | Unione Sovietica Squadra nazionale | 1º ottobre 1988   | Seul, Corea del Sud     |         |
| 100 m hs (v.)          | Alto | Peso                                                              | 200 m (v.)                         | Lungo (v.)        | Giavellotto             | 800 m   |
| 12"69 (+0,8 m/s)       | 1,86 m | 15,80 m                                                           | 22"56 (+1,6 m/s)                   | 7,27 m (+0,7 m/s) | 45,66 m                 | 2'08"51 |

## Misti
Statistiche aggiornate a Tokyo 2020.
| Specialità              | Prestazione | Atleta                                                            | Nazione                   | Data           | Luogo           |
| ----------------------- | ----------- | ----------------------------------------------------------------- | ------------------------- | -------------- | --------------- |
| Staffetta 4×400 m mista | 3'09"87     | Karol Zalewski Natalia Kaczmarek Justyna Święty Kajetan Duszyński | Polonia Squadra nazionale | 31 luglio 2021 | Tokyo, Giappone |